# SeeYouSpaceCowboy
SeeYouSpaceCowboy (estilizado como SeeYouSpaceCowboy... ) é uma banda de hardcore punk americana formada em San Diego, Califórnia, Estados Unidos, em 2016. Foi fundada pelo guitarrista Jesse Price, a vocalista Connie Scarbarski, o baterista Ethan Scarbarski e o guitarrista Taylor Allen. Seu nome é uma referência as cartas finais do anime Cowboy Bebop de 1998.

## História
Antes da formação do SeeYouSpaceCowboy, a vocalista Connie Sgarbossa e o baterista Ethan Sgarbossa tocaram nas bandas Flowers Taped to Pens e René Descartes. Ethan Sgarbossa tocou guitarra originalmente para essas bandas antes de mudar para assumir as baquetas originalmente para SeeYouSpaceCowboy. Taylor Allen e Jesse Price tocaram na banda de hardcore Recluse antes da formação do Letters to Catalonia com Jesse nos vocais e guitarra e Dominic no baixo. SeeYouSpaceCowboy foi formada em 2016, antes de Connie Sgarbossa se mudar para Oakland.
A formação original que gravou a primeira demo, consistia em apenas quatro membros; Price tocando baixo e Allen tocando guitarr. Timmy Moreno logo foi adicionado como baixista. Em uma entrevista de 2018 com o Revolver, a banda revelou que tinha planos de lançar um álbum de estréia em algum momento de 2019, o grupo ainda estava numa fase de compisição quando a entrevista foi realizada em agosto. Em um momento da entrevista, Connie Sgarbossa afirmou que o álbum seria "Cheio de breakdowns e essas merdas estridentes".
Em 25 de janeiro de 2019 foi revelado que a banda assinou contrato com a Pure Noise Records, falando sobre sua nova parceria com a gravadora de punk rock americana da Califórnia, a banda disse: “Estamos muito felizes por fazer parte da família da Pure Noise. Depois de um verão de pesquisas, decidimos escolher Pure Noise por causa da lista diversificada e inovadora, uma vitrine para algumas das bandas mais emocionantes da cena. Estamos muito ansiosos para mostrar ao mundo o próximo capítulo dessa banda, com esse grande time (gravadora Pure Noise) por trás de nós." Juntamente com o anúncio, a banda lançou digitalmente o álbum Songs For The Firing Squad, que a banda o descreve como "uma coleção dos primeiros anos da banda" além de também haver mais outras duas faixas inéditas que "mostra o rumo que SeeYouSpaceCowboy está tomando". A banda também lançou um videoclipe para a música “Self Help Specialist Ends Own Life”
Em 30 de julho de 2019, eles lançaram uma faixa nova, "Armed with their Teeth" e anunciaram o título de seu álbum de estreia, The Correlation Between Entrance and Exit Wounds. Em 27 de agosto de 2019, eles lançaram outro single, "Put on a Show, Don't Let Them See You Fall". O álbum foi lançado em 27 de setembro de 2019 e recebeu críticas imediatamente favoráveis. O portal Loudwire o elegeu como um dos 50 melhores discos de metal de 2019.
Seu álbum seguinte, The Romance of Affliction, de 2021, também foi eleito pela publicação como um dos melhores do ano, ficando na 36ª colocação (de 45).

## Política
SeeYouSpaceCowboy busca criar um diálogo com os fãs sobre a representação LGBTQ, sua política pessoal também inclui mensagens anti-racistas e anti-capitalistas. Sgarbossa diz que o quinteto espera trazer uma biblioteca de zines (obra autopublicada de pequena circulação de textos e imagens originais que são produtos de uma única pessoa ou de um grupo muito pequeno) em viagens futuras para ajudar a espalhar a consciência e suas crenças.

## Estilo musical
O estilo musical de SeeYouSpaceCowboy foi caracterizado como sasscore, metalcore, grindcore, mathcore,hardcore punk e art-punk.
A banda opta por se autodescrever como sasscore e frequentemente discorda do rótulo "screamo"; a vocalista Connie Sgarbossa afirma: "Todo mundo nesta banda veio da cena screamo, e estávamos fazendo isso por um tempo e queríamos fazer a distinção de que esta não é uma banda screamo." A banda até escreveu uma música intitulada "Stop Calling Us Screamo", "Pare de nos chamar de Screamo", em português.

## Membros da banda
Membros atuais
- Connie Sgarbossa - vocais (2016 – presente)
- Ethan Sgarbossa - bateria (2016 – 2019), guitarra (2019 – presente)
- Taylor Allen – guitarra (2016–2017), baixo, vocais limpos (2020–presente)

- Timmy Moreno – baixo (2016–2018), guitarra (2021–presente)
- AJ Tartol - bateria (2021–presente), vocais de apoio (2021–presente)

Ex-membros
- Jesse Preço - baixo (2016)[11], guitarra, vocal (2016 – 2020)[1]
- Cameron Phipps - baixo (2019 – 2020)[1]
- Dominick Larocca - guitarra (2017 – 2018)[1]
- Timmy Moreno - baixo (2016 – 2018)
- Liam Coombe - guitarra, baixo (2018 – 2019)
- Andrew Milam - baixo (2018 – 2019)[12]
- Bryan Prosser - bateria (2019)

- Sal Argento - bateria (2019–2021)

## Discografia

### Álbuns de estúdio
| Título                                           | Detalhes do álbum                                                                |
| ------------------------------------------------ | -------------------------------------------------------------------------------- |
| The Correlation Between Entrance and Exit Wounds | - Lançado: 27 de setembro de 2019 - Gravadora: Pure Noise - Formatos: DL, LP, CD |
| The Romance of Affliction                        | - Lançado: 5 de novembro de 2021 - Gravadora: Pure Noise - Formato: DL, LP, CD   |
| Coup de Grâce                                    | - Lançado: 19 de abril de 2024 - Gravadora: Pure Noise - Formato: DL, LP, CD     |

### Álbuns de compilação
| Título                     | Detalhes do álbum                                                           |
| -------------------------- | --------------------------------------------------------------------------- |
| Songs for the Firing Squad | - Lançado: 25 de janeiro de 2019 - Gravadora: Pure Noise - Formatos: DL, LP |

### EP's
| Título                                   | Detalhes do álbum | Comentários                        |
| ---------------------------------------- | --- | ---------------------------------- |
| Demo                                     | - Lançado: 9 de dezembro de 2016 - Gravadora: Auto-lançado - Formatos: DL, CS, CD-R |                                    |
| Fashion Statements of the Socially Aware | - Lançado: 3 de junho de 2017 - Gravadora: Structures // Agony Records, React with Protest, Zegema Beach Records, Contrition Records, Middle Man Records, Dog Knight Productions, Really Rad Records - Formatos: DL, 7"         |                                    |
| SYSC // SGKF Split                       | - Lançado: 23 de janeiro de 2018 - Gravadora: Dark Trail Records, RIP In Peace Records, Zegema Beach Records, Longrail Records, Miss the Stars Records, Dingleberry Records, Pattern Recognition Records - Formatos: DL, 7", CS | Split EP com secondgradeknifefight |
| A Sure Disaster (com If I Die First)     | - Lançado: 14 de maio de 2021 - Gravadora: Pure Noise Records - Formatos: DL, 12", CS | Split EP                           |

### Singles
| Ano  | Título                                                               | Álbum                                            |
| ---- | -------------------------------------------------------------------- | ------------------------------------------------ |
| 2017 | "Atrocities From A Story Book Perspective"                           | Single sem álbum                                 |
| 2019 | "Armed with Their Teeth"                                             | The Correlation Between Entrance And Exit Wounds |
| 2019 | “Put On A Show, Don't Let Them See You Fall”                         | The Correlation Between Entrance And Exit Wounds |
| 2021 | "bloodstainedeyes" (com If I Die First)                              | A Sure Disaster                                  |
| 2021 | "Misinterpreting Constellations"                                     | The Romance of Affliction                        |
| 2021 | "Intersecting Storylines to the Same Tragedy"                        | The Romance of Affliction                        |
| 2021 | "The End to a Brief Moment of Lasting Intimacy"                      | The Romance of Affliction                        |
| 2023 | "Chewing the Scenery"                                                | Single sem álbum                                 |
| 2023 | "Rhythm and Rapture" (com. Nothing,Nowhere)                          | Coup De Gráce                                    |
| 2024 | "Respite for a Tragic Tale" (com iRis.EXE) / "Silhouettes in Motion" | Coup De Gráce                                    |
| 2024 | "To the Dance Floor for Shelter" (com Courtney LaPlante)             | Coup De Gráce                                    |
| 2024 | "Red Wine and Discontent"                                            | Coup De Gráce                                    |

### Videoclipes
| Ano  | Título                                          | Diretor       |
| ---- | ----------------------------------------------- | ------------- |
| 2019 | "Self Help Specialist Ends Own Life"            | Cameron Nunez |
| 2019 | "Armed with Their Teeth"                        | Cameron Nunez |
| 2019 | "Late December"                                 | Cameron Nunez |
| 2021 | "Bloodstainedeyes"                              | Cameron Nunez |
| 2021 | "Misinterpreting Constellations"                | Cameron Nunez |
| 2021 | "The End to A Brief Moment Of Lasting Intimacy" | Cameron Nunez |
| 2022 | "Seven Years"                                   | Cameron Nunez |